# Charles Darwin

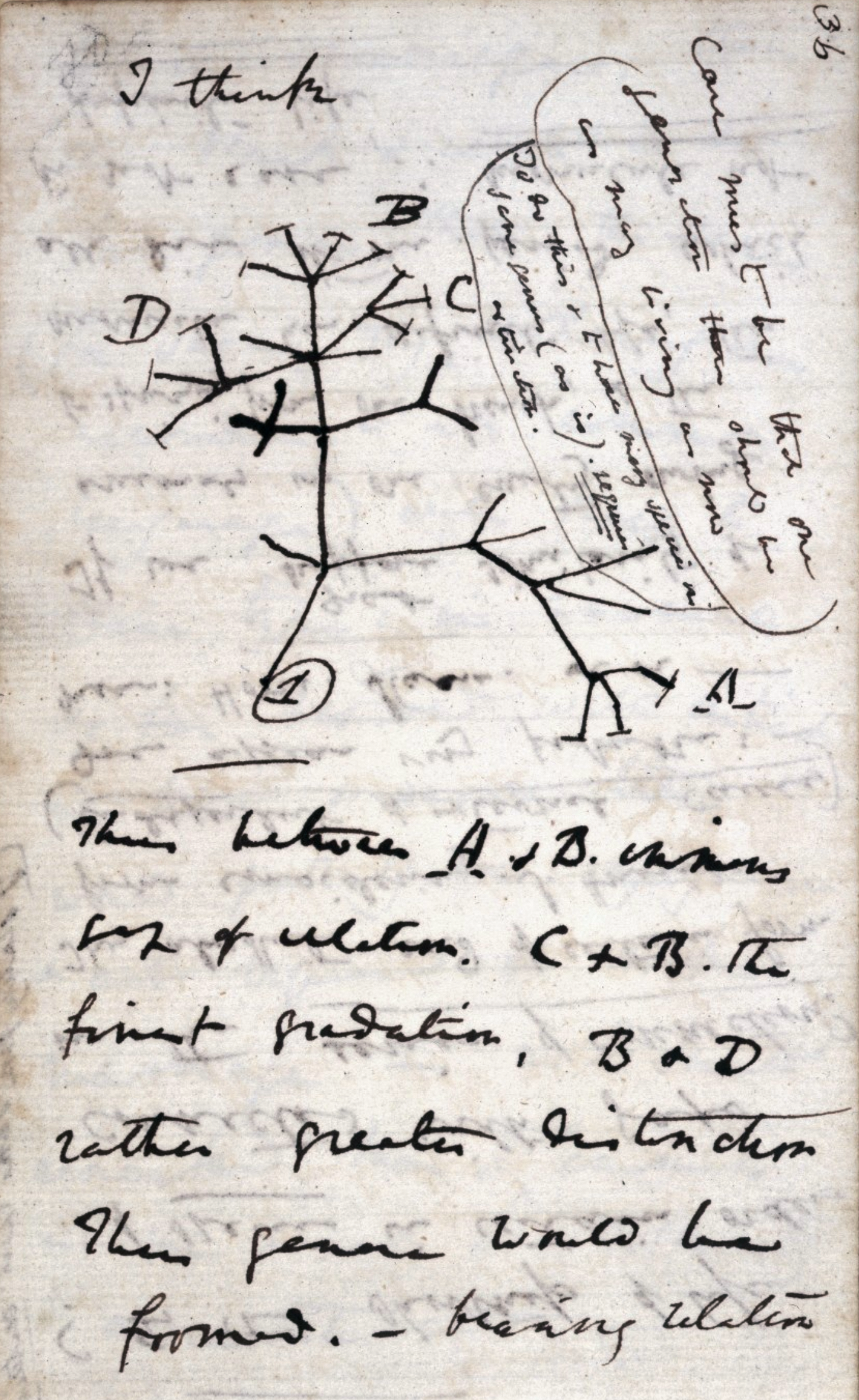
La mijlocul lunii iulie 1837, Darwin a început caietul său „B” despre transformarea speciilor, iar la pagina 36 a scris „Cred” deasupra primului său arbore evolutiv.

Charles Darwin  (n. 12 februarie 1809, Shrewsbury, Anglia, Regatul Unit al Marii Britanii și Irlandei – d. 19 aprilie 1882, Greater London, Anglia, Regatul Unit al Marii Britanii și Irlandei) este cel mai celebru naturalist britanic, geolog, biolog și autor de cărți, fondatorul teoriei referitoare la evoluția speciilor (teoria evoluționistă).
A observat că toate formele de viață au evoluat de-a lungul timpului din anumiți strămoși comuni, ca rezultat al unui proces pe care l-a numit „selecție naturală”, toate acestea fiind publicate în cea mai celebra scriere a sa, „Originea speciilor”, (1859).
Teoria evoluționistă a fost recunoscută de către comunitatea științifică și publicul larg încă din timpul vieții sale, în timp ce teoria selecției naturale a fost considerată ca prim argument al procesului evoluției abia prin anii 1930' iar acum constituie baza evoluționismului sintetic.
Opera sa tratează evoluția umană și selecția sexuală în lucrarea Originea omului, urmată de Exprimarea emoțiilor la oameni și animale.
Observațiile sale asupra plantelor au fost publicate într-o serie de cărți, iar in ultima sa lucrare, a examinat râmele și efectul pozitiv al acestora asupra solului.
Darwinismul a atras după sine o gamă largă de consecințe sociale iar controversa a devenit una dintre trăsăturile sale permanente și definitorii. Charles Darwin a revoluționat cercetarea științifică și cunoașterea propriilor noastre origini, ca și a relației fizice cu natura și universul.

## Biografia Lui Darwin
Interesul lui Darwin pentru științele naturale s-a dezvoltat în perioada studiilor de medicină (neterminate) la Universitatea din Edinburgh și de teologie la Universitatea Cambridge.. Multe din observațiile și datele pe care se bazează ipoteza sa, provin din timpul călătoriei pe mare, cu nava „Beagle”, în urma cărora devine consacrat ca geolog, aducând de asemenea argumente pentru teoria uniformitaristă a lui Charles Lyell. 
Prin publicarea lucrării „Călătorie pe Beagle”, Darwin devine un autor foarte popular.
Observând minuțios distribuția geografică a formelor sălbatice de viață și colectând foarte multe fosile, elaborează în 1838 celebra sa teorie a selecției naturale..
Deși a discutat cu mai multi naturaliști, lui Darwin i-a trebuit o bună perioada de timp pentru a-și continua observațiile în cadrul cărora domeniul geologiei ocupă un loc important
Materialist și dialectician spontan, teoriile sale exprimă materialitatea lumii vii și susțin originea animală a omului ("Originea omului și selecția sexuală", 1871). Concepția sa evoluționistă (darvinismul) aflată în contradicție cu teoria fixistă, creaționistă,  
a avut o mare influență asupra filozofiei cunoașterii. Teoriile lui Darwin stau la baza biologiei moderne, ca o explicație a biodiversității.
Ca recunoaștere a valorii sale, Darwin a fost unul din cele cinci persoane care, în secolul al XIX-lea, după deces, au fost comemorate prin doliu național și a fost înmormântat la Westminster Abbey, alături de John Herschel și Isaac Newton..

## Date biografice
Charles Darwin s-a născut în localitatea Shrewsbury, Anglia, pe 12 februarie 1809, fiind al cincilea copil al familiei și al doilea dintre fii. Tatăl său, Robert, era un medic din înalta societate, iar mama sa, Sussannah, era fiica lui Josiah Wedgwood, fondatorul celei mai cunoscute fabrici de porțelan din Anglia. Bunicul lui Charles, Erasmus Darwin, medic și filosof, este cunoscut pentru teoriile referitoare la moștenirea și diferențierea speciilor; într-un fel ele au anticipat descoperirile nepotului. 
O altă persoană din familia lui Charles Darwin, care s-a afirmat în lumea științei, a fost Francis Galton, creatorul eugeniei.

### Școala în localitatea natală
Charles Darwin a început studiile școlare la Shrewsbury în anul 1817, la vârsta de 8 ani. Aici învață mai slab decât sora sa, Caterina, însă avea alte preocupări cum ar fi realizarea unor colecții de scoici, minerale, monede, sigilii poștale. Din anul 1818, Charles Darwin a urmat școala particulară a lui Samuel Butler (teolog), tot la Shrewsbury, unde a învățat timp de 7 ani. La școala d-lui Butler, învățătura nu a mers bine. Acest lucru se explică prin faptul că la această școală se învățau limbile antice, metoda fiind memorarea operelor grecești și latine și a unor date din istoria geografiei. Anii petrecuți în școala d-lui Butler și-i va aminti toată viața, scriind la bătrânețe în autobiografie următoarele cuvinte: "Nimic n-ar fi putut fi mai dăunător pentru dezvoltarea inteligenței mele decât școala d-lui Butler".
Pasiunea sa inițială de colecționar se amplifică. Continuă să adune minerale. Concomitent începe să colecționeze insecte. Întocmirea în colecții a micilor viețuitoare nu era doar o activitate mecanică. Îl interesau și denumirile animalelor colecționate. Astfel la vârsta foarte fragedă de numai 10 ani, a ajuns să cunoască bine fauna împrejurimilor sale. Se preocupă de observarea vieții păsărilor după ce citește o carte de ornitologie și îl interesează chimia, participând la experiențele efectuate de fratele său mai mare, Erasmus. Continuă să fie pasionat de natură și devine un vânător pasionat la vârsta de 15 ani, când primește de la un unchi o pușcă de vânătoare. Charles Darwin își amintește despre tatăl său ca fiind "cel mai înțelept dintre oameni". De asemenea, Charles Darwin îl considera pe tatăl său drept unul din cei mai buni cunoscători ai sufletului omenesc. Cu toate acestea, este greu de înțeles cum Robert Darwin nu a putut să întrevadă înclinațiile înnăscute ale fiului său Charles spre natură și nu spre activitățile ce se desfășurau în școala din acea epocă. Nemulțumirea tatălui său creștea și până la urmă acesta îl retrage de la școală și îl apostrofă spunându-i: "În afară de vânătoare, câini și prinderea șobolanilor, nu te interesează nimic în viață; ai să fii o rușine pentru familie și pentru tine însuți".
Cam așa și-a petrecut Darwin copilăria în orașul natal, între obligațiile școlare, care nu-l atrăgeau deloc  și pasiunea pentru natură la care nu  va renunța întreaga viață.

### Anii petrecuți la Edinburgh
În octombrie 1825, la presiunile tatălui, începe studiile la Facultatea de Medicină din Edinburgh, în Scoția unde se afla și fratele său, Erasmus, care mai studiase și la Cambridge.
Din cauza faptului că la acea vreme operațiile erau efectuate fără anestezie, Charles a înțeles că medicina nu era chemarea lui. De altfel, în repetate rânduri, el se declară dezgustat de orele de disecție pe cadavre.
În schimb, este atras de orele de chimie ale profesorului Alexander Pope.
De la John Edmostone, fost sclav de culoare devenit liber, deprinde meșteșugul împăierii animalelor (taxidermia, care se va dovedi foarte utilă în cercetările sale ulterioare) și află lucruri interesante despre pădurile ecuatoriale sud-americane. Discuțiile pe care le-a avut cu Edmonstone îi insuflă lui Darwin dorința de a explora zona ecuatorială.
Charles Darwin își dă seama că oamenii de culoare sunt asemănători cu europenii, în ciuda diferențelor de aspect exterior.
În 1826, după încheierea primului an de studii la medicină, Darwin își petrece vara călătorind prin pădurile din regiunea natală. Citește cu interes cartea lui Gilbert White, The Natural History of Selborne, de unde învață să aprecieze formele de viață din sălbăticie. Începe să efectueze observații asupra păsărilor, notând într-un carnețel comportamentul și obiceiurile acestora.
În toamna aceluiași an, 1826, Darwin intră la Plinian Natural History Society, formată dintr-un grup entuziast de studenți în științele naturii, unde Darwin îl asistă pe profesorul Robert Edmund Grant în cercetările sale privind anatomia și ciclul de viață la animalele marine prezente în estuarul scoțian Firth of Forth.
Dezbaterile care au loc în cadrul acestui for științific,care promovau investigația științifică bazată pe studiul cauzelor naturale, fără a considera existența vreunei intervenții divine, îl pun pe Darwin pentru prima data în situația de a alege între a fi religios sau antireligios.
În martie 1827, Darwin își expune, în cadrul acestei societăți științifice, propria sa descoperire conform căreia sporii negri prezenți în cochiliile scoicilor nu erau altceva decât ouă de lipitoare.

### Cambridge
Slabul interes manifestat de Darwin pentru studiul medicinei, îl face pe tatăl său să-l înscrie la Facultatea de Teologie, la Christ College din Cambridge în 1828, cursuri pe care Darwin începe să le urmeze din luna ianuarie a acelui an.
Această schimbare nu a fost pe placul lui Charles.
Pe el îl interesa doar botanica și geologia, iar acestea nu aveau nimic în comun cu teologia.
De aceea, în loc să frecventeze aceste cursuri, preferă călăria și vânătoarea.
În cadrul cursurilor profesorului Grant, erau expuse teoria evoluționistă a lui Lamarck privind moștenirea caracterelor dobândite, precum și ideile, cu aceeași tentă evoluționistă, ale lui Erasmus Darwin (bunicul lui Charles).
Grant prezintă și faptul că asemănarea organelor similare ale diferitelor specii, organe care diferă doar prin complexitate, dovedește faptul că acestea au avut un strămoș comun.
Lui Darwin nu i se păreau prea interesante cursurile de științele naturii ale profesorului Robert Jameson.
Acestea conțineau mai mult geologie, precum și polemica dintre neptunism și plutonism.
Darwin studiază cu deosebit interes taxonomia plantelor și aduce contribuții substanțiale în cadrul vastelor colecții ale Muzeului Royal Museum, unul dintre cele mai mari muzee europene ale acelei perioade.
Împreună cu vărul său, Wiliam Darwin Fox, era pasionat de colecționarea insectelor, iar multe din descoperirile sale le-a publicat în Illustrations of British Entomology a entomologului James Francis Stephens (1792 - 1852).
Darwin devine nu numai asistentul, dar și prietenul botanistului, geologului și reverendului John Stevens Henslow (1796 - 1861), față de cursurile căruia manifestă un deosebit entuziasm.
La apropierea examenelor, Darwin studiază sârguincios, fiind îndrumat de către profesorul Henslow prin lecții private.
La încheierea studiilor sale, în ianuarie 1831, trece cu succes examenele la teologie, limbi clasice, matematică și fizică fiind al zecelea din 178 de absolvenți.
Darwin a mai rămas la Cambridge până în luna iunie.
Studiază Natural Theology a lui Paley, lucrare ce aducea argumente ale existentei divinității, încercând să explice adaptarea ca fiind o consecință a acțiunii lui Dumnezeu asupra legilor naturii.
Darwin citește și noua carte a lui William Herschel care prezenta scopul suprem al filozofiei naturale ca fiind ințelegerea acestor legi prin raționament inductiv, bazat pe observație.
Alexander von Humboldt cu al său Personal Narrative îl stimulează pe Darwin să întreprindă călătorii științifice.
Darwin plănuiește să viziteze Tenerife cu foștii săi colegi pentru a studia științele naturii pe viu, în zona ecuatorială.
Ca pregătire, urmează un curs de geologie al reverendului Adam Sedgwick, apoi întreprinde cu acesta o cartografiere a straturilor geologice în Țara Galilor.
După două săptămâni petrecute, alături de colegii săi, în orășelul scoțian Barmouth, Darwin se înapoiază urmând ca, acasă, să primească vestea că va trebui să se pregătească pentru marea călătorie a vieții sale.

## Călătoria peBeagle

Traseul navei Beagle.

În 1831, Darwin primește o scrisoare de la fostul său profesor, Henslow, prin care află că acesta îl recomandase naturalistului Robert FitzRoy (1805 - 1865) ca fiind un tânăr botanist, cu aptitudini de colecționare și clasificare excepționale.
Fitzroy efectua pregătiri pentru o expediție științifică prin care urma sa investigheze științific zona de coastă a Americii de Sud, mai exact: Țara de Foc, Chile, Peru și Insulele Galapagos.
Tatăl lui Charles Darwin se opune participării fiului său la aceasta călătorie planificată să dureze peste doi ani, considerând-o o pierdere de timp, dar cumnatul său, Josiah Wedgwood (1769 – 1843) (membru al Parlamentului britanic, cunoscut aboliționist, care detesta sclavia) îl încurajează să participe.
Darwin a plecat în expediție pe 27 decembrie 1831, la bordul navei Beagle, voiaj în decursul căruia avea să înceapă formularea teoriei evoluționiste.
Călătoria a durat aproape cinci ani, perioadă în care Darwin a efectuat o multitudine de studii și investigații geologice și naturaliste.
El și-a notat minutios toate observațiile și speculațiile teoretice corespunzătoare.
Cercetarea științifică amănunțită pe care a efectuat-o asupra speciilor de animale și a fosilelor a constituit punctul de reper în scrierea unor cărți, precum „Originea speciilor” sau „Originea omului”.
Lungul traseu al expediției a inclus insula Santiago din cadrul Insulelor Capului Verde (16 ianuarie - 8 februarie 1832), insula Fernando de Noronha, atinge coasta sud-americană în portul Bahia și o jalonează până în extremitatea sudică a Țării de Foc (martie 1832 - aprilie 1834), cu frecvente opriri și cercetarea amănunțită a unor zone (îndeosebi în Patagonia și Țara de Foc).
După ce trece de strâmtoarea Magellan, expediția face cercetări pe coasta chiliană, Darwin realizând și o excursie în interiorul continentului, prilej cu care traversează Anzii (de la Santiago de Chile la Mendoza în Argentina).
Următorul popas, foarte important pentru Darwin, este făcut în Insulele Galapagos (15 septembrie - 20 octombrie 1835), prilej cu care studiază straniile creaturi din această regiune (broaștele țestoase uriașe, iguanele marine, cca. 70 de specii de păsări, etc.), care vor juca un rol important în formularea teoriei sale evoluționiste.
În continuare, itinerariul navei Beagle include multe insule și arhipelaguri din Pacific (printre care Touamotou, Tahiti, Noua Zeelandă ș.a.).
După escale și cercetări pe continentul australian și în Insula Tasmania, expediția se reîntoarce prin Oceanul Indian și pe la Capul Bunei Speranțe, cu o traversare a Atlanticului spre țărmurile braziliene.

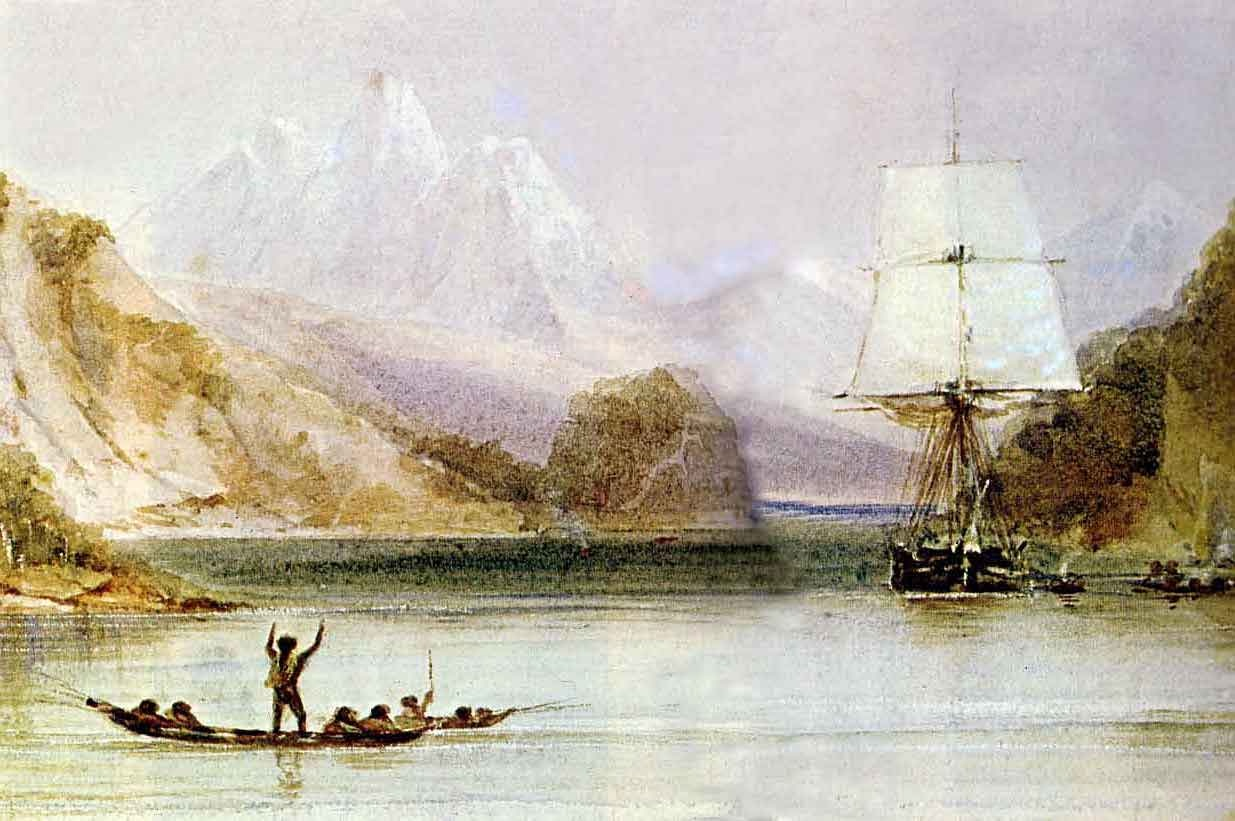
Pe coastele Americii de Sud, Darwin, pe lângă observațiile geologice, studiază și dispariția mamiferelor gigantice

În Brazilia, Darwin remarcă prezența sclaviei, situație pe care o detestă.
Au fost luați la bord trei indigeni din Țara de Foc (februarie 1830), care au petrecut un an în Anglia, apoi au fost readuși în țara de origine, ca misionari.
Cu aceasta ocazie, Darwin observă faptul că între comunitățile și civilizațiile umane, nu diferențele de ordin rasial primează, ci cele de ordin cultural. Mergând mai departe, contrar părerii preconcepute a oamenilor de știință ale acelei perioade, nu există o punte de netrecut între oameni și animale.
În cele 57 de luni cât a durat expediția, Darwin a adunat un vast material geologic, paleontologic, zoologic, botanic, etnografic etc. Observațiile și reflecțiile făcute i-au permis nu numai formularea teoriei evoluționiste, ci și a altor teorii privind mișcarea scoarței terestre, formarea recifilor coraligeni, a insulelor vulcanice. Cu alte cuvinte, nu numai speciile evoluează, ci și Pământul se modifică în timp.
Ca o recunoaștere a valorii sale ca naturalist, Darwin este numit în 1838 secretar al Societății de Geologie, funcție pe care a deținut-o până în 1841.
Expediția a avut un impact puternic pentru Charles Darwin, atât pe plan științific, cât și pentru sănătatea sa. Febra pe care a avut-o în Argentina în anul 1833, presupusa maladie Chagas de care s-a îmbolnăvit în America de Sud, cât și răul de mare de care suferea, au dus la agravări ale sănătății în următorii ani.

## Elaborarea teoriei evoluției

După ce evoluția a devenit o teorie larg acceptată în anii 1870, au apărut caricaturi cu Charles Darwin cu trup de maimuță care simbolizau evoluția.

Darwin s-a împrietenit cu cel mai mare geolog al epocii sale, Charles Lyell, creatorul teoriei despre procesul treptat de dezvoltare al Pământului. În urma discuțiilor cu acesta, Darwin a ajuns la concluzia că speciile au evoluat în mod asemănător cu evoluția în timp a Pământului. Reverendul Henslow a prezentat o parte din fosilele și jurnalele lui Charles Darwin unor naturaliști celebrii din acea perioadă. Datorită acestor expuneri, Charles Darwin a devenit celebru în cercurile științifice britanice. O dată cu revenirea în Anglia, pe data de 2 octombrie 1836, Darwin a început să-și formuleze teoria, pe care o considera singura viabilă. Conform acestei teorii, speciile evoluează, adică sunt supuse unor transformări treptate, de la formele simple la cele mai avansate, deci strămoșii tuturor formelor vii de astăzi au fost organisme monocelulare.
În anul 1858, primește o scrisoare din partea naturalistului Alfred Russel Wallace. Observațiile pe care acesta le formulează, călătorind prin America de Nord, referitoare la ereditate și transformarea proprietăților printre specii, îl fac pe Darwin să grăbească finalizarea teoriei evoluției. Câteva luni mai târziu, atât Alfred Russell Wallace cât și Charles Darwin  se prezintă la Linnean Society pentru atestarea teoriei evoluției. Acest consiliu decide asupra întâietății formulării teoriei și astfel Charles Darwin este considerat părintele evoluției.
Charles Darwin a murit pe 19 aprilie 1882; ca dovadă de recunoaștere a valorii operelor sale științifice, a fost înmormântat în Westminster Abbey, lângă Isaac Newton.

## Teoria darwinistă
Tezele principale sunt :
1. Speciile se transformă treptat unele în altele prin interacțiunea următorilor factori: variabilitatea, ereditatea, suprapopulația, lupta pentru existență și selecția naturală.
2. Variabilitatea individuală oferă material pentru acțiunea selecției. Variabilitatea este rezultatul corelației dintre organism și mediu, dintre modificările condițiilor de mediu și acțiunea factorilor interni specifici organismului.
3. Ereditatea  fixează variațiile și face posibilă acumularea lor în cursul generațiilor. Darwin  admite inconsecvent ereditatea caracterelor dobândite.
4. Suprapopulația este creșterea excesivă a numărului de indivizi  ai unei specii în raport cu mijloacele de trai.
5. Lupta pentru mijlocele de trai  dintre indivizii speciilor apropiate (interspecifică) sau dintre indivizii aceleiași specii (intraspecifică) duce la supraviețuirea celor mai apți care se reproduc preferențial.
6. Selecția naturală acționează totodată și prin mijlocirea factorilor abiotici și prin mijlocirea factorilor biotici. Selecția duce astfel la trierea formelor mai bine adaptate și la accentuarea în curs de generații a caracterelor adaptative; selecția orientează variațiile neorientate.

## Controverse
Naturalistul englez, autorul „[[Originii speciilor]]”, în care dezvăluie și demonstrează că toate speciile s-au dezvoltat de-a lungul timpului dintr-un strămoș comun prin procesul, numit de el, selecție naturală, contestă, din punct de vedere științific, ideea că Dumnezeu a creat totul de la bun început.
Fiind conștient de controversele pe care le generează, Charles Darwin nu a dorit să publice aceste concluzii timp îndelungat deoarece și-a dat seama de potențialele efecte ale acestei teorii; evoluția subminează cartea biblică a Facerii, ceea ce putea crea îndoieli asupra existenței lui Dumnezeu.
Din acest motiv, marele naturalist a fost criticat și acuzat de  necredință. Totuși, numeroși oameni de știință au acordat sprijin teoriei acestuia despre evoluția speciilor și selecția naturală. Charles Darwin a dovedit că numai trăsăturile ereditare decid asupra schimbărilor speciilor și că cele mai puternice gene sunt transmise urmașilor. Darwin a argumentat această teză prin faptul că lupta pentru supraviețuire are loc nu numai între specii, dar și în interiorul acestora, iar acest lucru asigură transmiterea urmașilor a celor mai bune trăsături. Acest fenomen a fost intitulat "the survival of the fittest", adică "supraviețuirea celui mai bun" . Totuși, lipsa anumitor noțiuni de genetică din zilele noastre, precum "cromozom", legile lui Gregor Mendel  și teoria ereditară a lui Morgan, l-au împiedicat pe Darwin să explice toate aspectele teoriei sale. În schimb, a reușit să explice de ce omul și maimuțele au un strămoș comun, o consecință a teoriei evoluției care nici până azi nu a fost acceptată de creaționiști și de conservatorii religioși.

## Recunoaștere

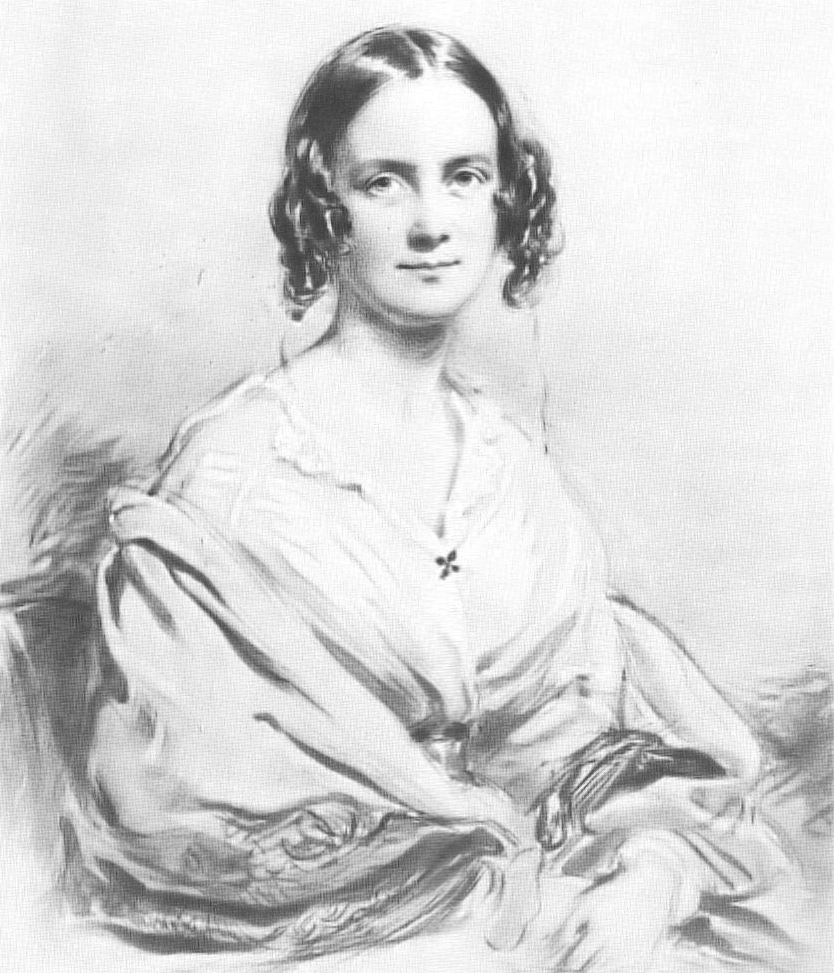
Emma Wedgwood, soția lui Darwin

În 1992, Darwin este clasat al XI-lea în lista celor mai influente personalități ale istoriei, listă întocmită de către astrofizicianul Michael Hart.
De asemenea, Darwin deține o poziție fruntașă și în topul celor 100 mari britanici, sondaj public sponsorizat de BBC.
Imaginea marelui naturalist apare pe bancnota de 10 lire emisă în 2000 în Marea Britanie.
Dintre cele mai cunoscute biografii, se remarcă cea a lui Irving Stone, The Origin. Aceasta redă viața savantului de după 22 de ani.
Bicentenarul nașterii lui Darwin, precum și a 150-a aniversare a apariției Originii speciilor este marcat, în 2009, prin evenimente și publicații în întreaga lume.
Încă din timpul vieții sale, numeroase specii de animale și locuri geografice îi poartă numele.
Biserica Anglicană publică în 2008 un articol prin care arată că a 200-a aniversare a nașterii marelui savant este un prilej favorabil de a-i cere în mod public scuze pentru ostilitatea afișată teoriilor sale.

## Viața personală
În anul 1839, Charles se căsătorește cu verișoara sa, Emma Wedgwood, și se stabilește în Down House din comitetul Kent.

## Opera
- 1859 Originea speciilor
- 1860 Originea speciilor, Ediția a II-a
- 1861 Originea speciilor, Ediția a III-a
- 1862 Polenizarea la orhidee
- 1865 Plante agățătoare
- 1866 Originea speciilor, Ediția a IV-a
- 1868 Variabilitatea plantelor și animalelor în stare domestică
- 1869 Originea speciilor, Ediția a V-a
- 1871 Originea omului și selecția sexuală
- 1872 Originea speciilor, Ediția a VI-a

Expresia emoțiilor la om și animale
- 1874 Originea omului și selecția sexuală, Ediția a II-a
- 1875 Plante insectivore

Variabilitatea plantelor și animalelor în stare domestică Ediția a II-a
- 1876 Autobiografia

Polenizarea încrucișată și autopolenizarea în regnul vegetal
- 1877 Flori de diferite forme la plantele acelorași specii

Polenizarea orhideelor, Ediția a II-a 
- 1878 Polenizarea încrucișată și autopolenizarea în regnul vegetal, Ediția a II-a
- 1880 Încrucișările la plante